# F. X. Meiller (strojírna)
Franz Xaver Meiller Fahrzeug- und Maschinenfabrik - GmbH & Co KG je firma sídlící v Mnichově, jejíž jméno doznalo v průběhu času změn. Jedním z názvů firmy je F. X. Meiller, Werkzeugfabrik und Wagenbauanstahlt in München, dalším je F. X. MEILLER Fahrzeug- und Maschinenfabrik – GmbH & Co KG.

## Vznik
Kovář Franz Xaver Meiller obdržel v roce 1882 domovské právo v Mnichově. V roce 1888 koupil kovárnu v Ottenhofenu v okrese Erding, kterou rozšířil na hamr. V roce 1890 se Franz Xaver Meiller zabýval výrobou nářadí, navijáků a pušek. Manufakturní výroba se proměnila ve výrobu tovární a ta firmě umožnila export ocelových botek dřevěných pilot, které byly použity při rozšiřování přístavu v Rio de Janeiru.
Svou činnost rozšířil v roce 1900 o výrobu komunální techniky: postřikovačů a zametačů; v roce 1893 o opravy vagonů. V roce 1904 vybavil motorový vozík mechanickým navijákem a vytvořil tak první nákladní automobil se sklopnou ložnou plochou. V roce 1907 postavil své první motorové nákladní vozy v Mnichově pro papírnu v Miesbachu. V témže roce byl jmenován královským bavorským dvorním dodavatelem nářadí.
V roce 1918 koupil Meiller tovární areál na Hindenburger Strasse (Landshuter Allee) v Mnichově a pokračoval ve výrobě sklápěcích přívěsů vybavenými hřebenovými navijáky Meiller. V roce 1925 Meiller postavil první hydraulický třístranný sklápěč a nastavil tak nové standardy v oboru sklápěcích zařízení. Důležitým produktem firmy byly míchačky betonu.
Dne 13. srpna 1918 dal Meiller své firmě podobu komanditní společnosti.[zdroj?]

## 2. světová válka
Firma F. X. Meiller byla také zapojena do zbrojní výroby. Přívěsy značky Meiller sloužily k převážení raket na odpalovací rampy v Peenemünde. Po bombardování ve druhé světové válce bylo zničeno 70 procent továrních budov.

## Technické inovace
Zásadním bylo pro firmu vyvíjení zařízení pro vykládku sypkých materiálů z nákladních automobilů. Zvednutí korby bylo zpočátku vyřešeno ručními mechanickými zvedáky. Později firma vyvinula hydraulické zařízení, které mohlo být poháněno motorem automobilu. Pro dokonalé vyprázdnění korby bylo potřebné velké naklonění korby. Problém s navrácením korby do přepravní polohy firma vyřešila vynálezem, který byl chráněn patentem č. 446 698.
Dalším inovačním tématem pro firmu bylo připojování přívěsných vozidel.[zdroj?]
Jedním z výrobků firmy bylo zařízení k montáži na podvozek nákladního automobilu sloužící k vyklápění velkoobjemových kontejnerů na odpadky. U domů, kde byl kontejner na odpad umístěn ve sklepě, byl součástí výklopného zařízení i naviják umožňující vyzdvižení kontejneru.
O patentech, které firma F. X. Meiller získala, psal Patentní věstník. Dne 15. ledna 1938 to byl „Těsnící prstenec hydraulických válců" a „Otáčivé uložení klopné vozové skříně."

## Meiller v Československu a České republice
Komponenty vyráběné firmou F. X. Meiller se montovaly i na podvozky českých nákladních automobilů.
Příkladem je automobilka Tatra, která namontováním sklápěcího mechanismu vytvořila sklápěčku, nebo montáží hydraulického vyklápěcího zařízení usnadnila nakládku pevného odpadu - suti. V roce 1929 byl na mezinárodní výstavě automobilů v Praze vystavován automobil Tatra se sklápěcí „valníkovou karoserií". Šlo o třístranný sklápěč s hydraulickým zvedáním korby poháněné motorem. Zvedání korby bylo možno provádět za jízdy, resp. se zvednutou korbou bylo možno popojíždět. Hydraulické zvedání bylo nadstandardem; typ Tatry vyráběné bez nakupovaných komponentů měl sklápění korby ruční pomocí kliky a šnekového převodu.
Další automobilkou používající komponenty Meiller byla Škoda, konkrétně na valníku s „překlápěcí karoserií" typ Škoda 506.
Rozšíření hydraulických systémů firmy F. X. Meiller, včetně hydraulických válců, bylo v Československu tak dominantní, že došlo k zobecnění názvu firmy. Pro označení hydraulických válců se vžilo počeštěné pojmenování majler. Jméno firmy se tak používá i při označení hydraulických válců jiných firem. Veřejnost původní význam slova nezná, odborník si uvědomí souvislost[zdroj?] díky firmě F.X. MEILLER Slaný, která je dceřinou společností německé mateřské firmy.